# Lepidosaphes orsomi
Lepidosaphes orsomi är en insektsart som beskrevs av Mamet 1954. Lepidosaphes orsomi ingår i släktet Lepidosaphes och familjen pansarsköldlöss.
Artens utbredningsområde är Madagaskar. Inga underarter finns listade i Catalogue of Life.